# Data-Envelopment-Analysis
Dateneinhüllanalyse (DEA) und Data Envelopment Analysis sind Begriffe für eine Technik zur Effizienz-Analyse aus dem Bereich des Operations Research, die in den Wirtschaftswissenschaften weite Verbreitung gefunden hat. Sie dient der vergleichenden Messung der Effizienz von Organisationseinheiten oder Entscheidungseinheiten.

## Allgemeine Beschreibung der DEA
Die DEA wird auf Charnes, Cooper und Rhodes zurückgeführt, obwohl es auch frühere Anwendungen gibt (Brockhoff 1970). Sie stellt eine Technik zur Messung der relativen Effizienz so genannter Entscheidungseinheiten (Decision Making Units (DMUs)) dar. Eine Entscheidungseinheit kann jedes Objekt sein, das durch Inputs (z. B. Kosten, Arbeitsaufwand in Stunden) und Outputs (z. B. Umsatz, Qualitätsniveau) charakterisiert werden kann. Entscheidungseinheiten können z. B. Universitäten, Krankenhäuser, Bankfilialen, Filialen eines Handelskonzerns oder Werke eines Automobilherstellers sein.
Alle Entscheidungseinheiten einer Gruppe von Entscheidungseinheiten haben die gleichen Inputs und Outputs. Damit die Anwendung der DEA ein sinnvolles Ergebnis liefert, sollten bei einer Anwendung nur Entscheidungseinheiten berücksichtigt werden, die ähnlich sind. Es sollten z. B. keine Krankenhäuser mit Universitäten verglichen werden. Mit Hilfe der DEA wird die relative Effizienz der Entscheidungseinheiten gemessen, da die Entscheidungseinheiten innerhalb der Gruppe als Vergleichsmaßstab dienen.
Die DEA ermöglicht es dem Anwender, mehrere Inputs und Outputs zu berücksichtigen. Diese Faktoren sind oft nicht miteinander vergleichbar (z. B. der in Geld gemessene Umsatz und das Qualitätsniveau). Deshalb werden die Inputs und die Outputs mit Bedeutungsgewichten multipliziert. Eine Besonderheit der DEA im Vergleich zu anderen Effizienz-Analysetechniken besteht darin, dass die Bedeutungsgewichte der Inputs und der Outputs innerhalb des Modells bestimmt werden. Der Benutzer muss dies nicht vorgeben.
Zur Beurteilung der Effizienz der Entscheidungseinheiten wird für jede Entscheidungseinheit ein Effizienzwert berechnet. Dieser Effizienz- bzw. Ineffizienzwert misst ausgehend von den beobachteten In- und Outputs einer DMU den Abstand zum effizienten Rand (Data Envelope). Dieser effiziente Rand wird aus der Gruppe der Entscheidungseinheiten gebildet, die bei der jeweiligen DEA-Anwendung berücksichtigt wird. Aus dem Effizienzwert einer Entscheidungseinheit lassen sich für dessen Management unmittelbar Verbesserungspotenziale ableiten.

## Mathematische Einordnung
Bei der Anwendung der DEA auf eine Gruppe von Entscheidungseinheiten muss für jede Entscheidungseinheit ein Optimierungsproblem gelöst werden. In der Grundform ist ein DEA-Modell ein Problem der Quotientenprogrammierung. Denn der Effizienzwert einer Entscheidungseinheit ist ein Quotient, in dessen Zähler die Summe der gewichteten Outputs und in dessen Nenner die Summe der gewichteten Inputs steht.
  {\displaystyle E_{i}={\frac {\sum _{j=1}^{J}w_{ji}\cdot y_{ji}}{\sum _{k=1}^{K}v_{ki}\cdot x_{ki}}}}   {\displaystyle \forall i=1,...,I}
,
,

{\displaystyle E_{i}}:   Effizienzwerte,

{\displaystyle y_{ji}}:   Outputs,

{\displaystyle x_{ki}}:   Inputs,

{\displaystyle w_{ji}}:   Outputgewichte,

{\displaystyle v_{ki}}:   Inputgewichte,

,

Die Lösung eines Problems der Quotientenprogrammierung ist nicht einfach, da die Zielfunktion nicht linear ist. Deshalb wird das Problem mit Hilfe der so genannten Charnes-Cooper-Transformation in ein Problem der linearen Programmierung umgewandelt.
Jedes DEA-Modell lässt sich in der Envelopment-Form und in der Multiplier-Form darstellen. Ein Modell in der Envelopment-Form lässt sich mittels einer Primal-Dual-Transformation in die Multiplier-Form umwandeln und umgekehrt.

## Historische Entwicklung
Charnes, Cooper und Rhodes haben 1978 das grundlegende DEA-Modell entwickelt. Es wurde später nach den Anfangsbuchstaben seiner Entwickler als CCR-Modell bezeichnet. Dieses Modell unterstellt konstante Skalenerträge. Banker, Charnes und Cooper stellten 1984 das variable Skalenerträge annehmende BCC-Modell vor.
Eine weitere Entwicklung ist die Window Analysis. Bei dieser wird die Effizienz einer Entscheidungseinheit in unterschiedlichen Perioden miteinander verglichen. Dadurch können Aussagen über die Effizienzentwicklung von Entscheidungseinheiten gemacht werden. Außerdem sind DEA-Modelle entstanden, die mit unscharfen Zahlen rechnen, indem auf Ansätze der Fuzzy-Logik zurückgegriffen wird.
Die Data Envelopment Analysis findet seit den 1960er Jahren in den unterschiedlichsten Bereichen der Wirtschaft Anwendung. Traditionell wird sie zur Einschätzung von Organisationseinheiten, das heißt Abteilungen oder Filialen, eingesetzt. Jüngere wissenschaftliche Arbeiten verweisen auch auf die Anwendbarkeit auf einzelne Personen. Die Data Envelopment Analysis ermöglicht es dabei, Mitarbeiter anhand vieler Faktoren fair zu beurteilen.
Auf Grund des hohen Anteils an effizienten Entscheidungseinheiten sowohl in dem CCR als auch in dem BCC Modell wurde 1986 von Sexton et al. Kreuzeffizenzanalyse vorgeschlagen, bei der neben dem ursprünglichen DEA Modell ein zweites Optimierungskriterium herangezogen wird. Je nach Implementierung bewertet jede Entscheidungseinheit mit seinen optimalen Faktorgewichten alle anderen Entscheidungseinheiten. Der Durchschnitt aller dieser Fremdbewertungen ergibt dann die Kreuzeffizienz des Entscheidungseinheiten und erzielt in der Regel eine eindeutige Rangfolge und einzigartige Faktorgewichtungen.

## Alternative Techniken zur Effizienz-Analyse
- Efficiency Analysis Technique With Output Satisficing (EATWOS)
- Free Disposable Hull (FDH)
- Kreuzeffizienzanalyse (KEA)
- Operational Competitiveness Rating (OCRA)
- Stochastic Frontier Analysis (SFA)
- Stochastic Nonparametric Envelopment of Data (StoNED)
- TOPSIS (Technique for Order Preference by Similarity to Ideal Solution)